# Grimaldi (månekrater)
Grimaldi er et nedslagskrater på Månen. Det befinder sig på den sydlige halvkugle på Månens forside nær dens vestlige rand og er opkaldt efter den italienske astronom og læge Francesco M. Grimaldi (1618-1663).
Navnet blev officielt tildelt af den Internationale Astronomiske Union (IAU) i 1935. 

## Omgivelser
Grimaldikrateret ligger sydvest for Oceanus Procellarum og sydøst for Ricciolikrateret. Mellem Grimaldi og Oceanus Procellarum ligger Damoiseaukrateret, og nord for det ligger Lohrmannkrateret.

## Karakteristika
Grimaldis indre kratervægge er så stærkt nedslidte og eroderede af senere nedslag, at de nu snarere danner en lav irregulær ring af bakker, højderygge og toppe end en typisk kraterrand. Der er imidlertid tilbageværende toppe, som når en højde på over 2 kilometer. Kraterbunden er det mest usædvanlige træk ved krateret, idet den har en flad og relativ glat overflade med særlig lav albedo. Bundens mørke tone står i kontrast til de lysere omgivelser og gør krateret let at lokalisere. Diameteren af den indre kraterrand er omkring 140 kilometer.
Udenfor bassinet findes spredte rester af en ydre kraterrand med en diameter på omkring 220 kilometer. Denne ydre rand er bedst bevaret nord og vest for krateret. Sydøst for Grimaldi findes rillesystemet Rimae Grimaldi. Mod nordvest nærmer de riller. som hører til Rimae Riccioli sig den vestlige del af Grimaldis rand.
Grimaldi er kendt for beretninger om transiente månefænomener, herunder lejlighedsvise lysglimt, farvede pletter og områder med tåget fremtræden. Ved hjælp af spektroskopi er der konstateret udslip af luftarter fra området, og månesonder har opdaget en massekoncentration (mascon) under krateret.

## Satellitkratere
De kratere, som kaldes satellitter, er små kratere beliggende i eller nær hovedkrateret. Deres dannelse er sædvanligvis sket uafhængigt af dette, men de får samme navn som hovedkrateret med tilføjelse af et stort bogstav. På kort over Månen er det en konvention at identificere dem ved at placere dette bogstav på den side af satellitkraterets midte, som ligger nærmest hovedkrateret. Grimaldikrateret har følgende satellitkratere:
| Grimaldi | Længde | Bredde  | Diameter |
| -------- | ------ | ------- | -------- |
| A        | 5,4° S | 71,2° V | 15 km    |
| B        | 2,9° S | 69,2° V | 22 km    |
| C        | 2,6° S | 61,5° V | 10 km    |
| D        | 3,7° S | 65,5° V | 22 km    |
| E        | 3,7° S | 64,4° V | 13 km    |
| F        | 4,0° S | 62,7° V | 29 km    |
| G        | 7,4° S | 64,9° V | 13 km    |
| H        | 4,9° S | 71,4° V | 9 km     |
| J        | 2,9° S | 70,6° V | 16 km    |
| L        | 8,5° S | 66,7° V | 19 km    |
| M        | 8,0° S | 67,0° V | 18 km    |
| N        | 7,6° S | 66,6° V | 8 km     |
| P        | 8,0° S | 68,3° V | 10 km    |
| Q        | 4,8° S | 64,8° V | 21 km    |
| R        | 8,5° S | 71,2° V | 9 km     |
| S        | 6,4° S | 65,0° V | 11 km    |
| T        | 7,7° S | 70,9° V | 12 km    |
| X        | 5,8° S | 72,3° V | 9 km     |

## Måneatlas
- Billeder af Grimaldikrateret i LPI-måneatlasset
- USGS-kort